# Fáskövirózsa
A fáskövirózsa (Echeveria) a kőtörőfű-virágúak (Saxifragales) rendjébe, ezen belül a varjúhájfélék (Crassulaceae) családjába és a fáskövirózsa-formák (Sempervivoideae) alcsaládjába tartozó nemzetség.

## Elterjedésük, élőhelyük
A fajok többsége Közép-Amerikában (főleg Mexikóban), némelyikük az Andokban él, ezért a nemzetséget magyarul időnként amerikai kövirózsának is hívják. Észak felé az USA Texas államáig ért el.

## Megjelenésük, felépítésük
Levélszukkulens pozsgás növény. Levelei a szár végén nyíló levélrózsában, illetve tőlevélrózsában nőnek — utóbbi fajok erősen emlékeztetnek a Kárpát-medencében is honos kövirózsa fajokra. Többségük ennek megfelelően kimondottan alacsony termetű.
Egyes fajok leveleit szöszös, illetve hajszerű szőrzet védi a direkt napsugárzástól — a kertészetekben ezeket kedvelik a leginkább. Más fajok leveleit viaszréteg védi (és egyúttal a párologtatást is csökkenti); az ilyen levelek kékeszöldek.

## Életmódjuk, élőhelyük
Eredeti élőhelyei kimondottan csapadékszegények és melegek, ezért a fáskövirózsa fényigényes és szárazságtűrő, de fagyérzékeny: teleltetni 5–8 °C fölött célszerű. A vizet jól vezető talajt kedveli. A szöszös-hajas fajok levelei a víztől foltosodnak.
A legtöbb faj jól sarjadzik, és a könnyen legyökeresedő tősarjakról jól szaporítható. Az idősebb levelekből készített levéldugványok is jól gyökeresednek. A nagyobb termetű fajok szára feldarabolva szárdugványnak alkalmas. Magról is szaporítható, de a magoncok gyengék és érzékenyek; csak gondos felügyelettel nevelhetők fel.

## Felhasználásuk
Több faját dísznövénynek termesztik, főleg szabályosan álló, színes leveleik és többnyire élénk színű virágaik miatt — leginkább sziklakertekben, illetve cserepes növényként.